# كلاوس جنسن
كلاوس جنسن (11 أكتوبر 1963 - ) (بالدنماركية: Klaus Jensen)‏ هو لاعب كرة يد دانمركي. شارك في الألعاب الأولمبية الصيفية 1984.

## وصلات خارجية
- كلاوس جنسن على موقع أوليمبيديا (الإنجليزية)